# Badminton-Ozeanienmeisterschaft 2017
Die Badminton-Ozeanienmeisterschaft 2017 fand vom 13. bis zum 15. Februar 2017 in Nouméa statt. Es war die 12. Austragung dieser Kontinentalkämpfe im Badminton in Ozeanien.

## Medaillengewinner
| Disziplin    | Gold                             | Silber                               | Bronze                                 |
| ------------ | -------------------------------- | ------------------------------------ | -------------------------------------- |
| Herreneinzel | Pit Seng Low                     | Niccolo Tagle                        | Daniel Fan                             |
| Herreneinzel | Pit Seng Low                     | Niccolo Tagle                        | Jacob Schueler                         |
| Dameneinzel  | Wendy Chen                       | Tiffany Ho                           | Joy Lai                                |
| Dameneinzel  | Wendy Chen                       | Tiffany Ho                           | Jennifer Tam                           |
| Herrendoppel | Matthew Chau Sawan Serasinghe    | Kevin Dennerly-Minturn Niccolo Tagle | Jonathan Curtin Dhanny Oud             |
| Herrendoppel | Matthew Chau Sawan Serasinghe    | Kevin Dennerly-Minturn Niccolo Tagle | Simon Leung Mitchell Wheller           |
| Damendoppel  | Setyana Mapasa Gronya Somerville | Tiffany Ho Joy Lai                   | Vicki Copeland Anona Pak               |
| Damendoppel  | Setyana Mapasa Gronya Somerville | Tiffany Ho Joy Lai                   | Susannah Leydon-Davis Danielle Tahuri  |
| Mixed        | Sawan Serasinghe Setyana Mapasa  | Joel Findlay Gronya Somerville       | Mitchell Wheller Wendy Chen            |
| Mixed        | Sawan Serasinghe Setyana Mapasa  | Joel Findlay Gronya Somerville       | Kevin Dennerly-Minturn Danielle Tahuri |